# Demokratyczna Lewica (Grecja)
Demokratyczna Lewica (grec.: Δημοκρατική Αριστερά – ΔΗΜ.ΑΡ., Dimokratiki Aristera DIMAR) – grecka centrolewicowa i demokratyczno-socjalistyczna partia polityczna.

## Powstanie
Partia powstała 27 czerwca 2010, kiedy umiarkowani członkowie Synaspismós postanowili opuścić koalicję SYRIZA.
Do nowego ugrupowanie przystąpiło 550 działaczy wśród nich Fotis Kuwelis, Thanasis Leventis, Nikos Tsoukalis, i Grigoris Psarianos.
Pierwszy kongres nowego ugrupowania odbył się 31 marca – 3 kwietnia 2011 roku. Przewodniczącym ugrupowania z poparciem 97,31% został Fotis Kouvelis.
22 marca 2012 do partii dołączyło 6 dotychczasowych parlamentarzystów ugrupowania PASOK.
W wyborach do parlamentu z czerwca 2012 uzyskała 6,26% poparcia i 17 (na 300) miejsc w parlamencie. W wyborach do Parlamentu Europejskiego w 2014 uzyskała 1,20% głosów i nie zdobyła mandatu.